# Оба Бенінського царства

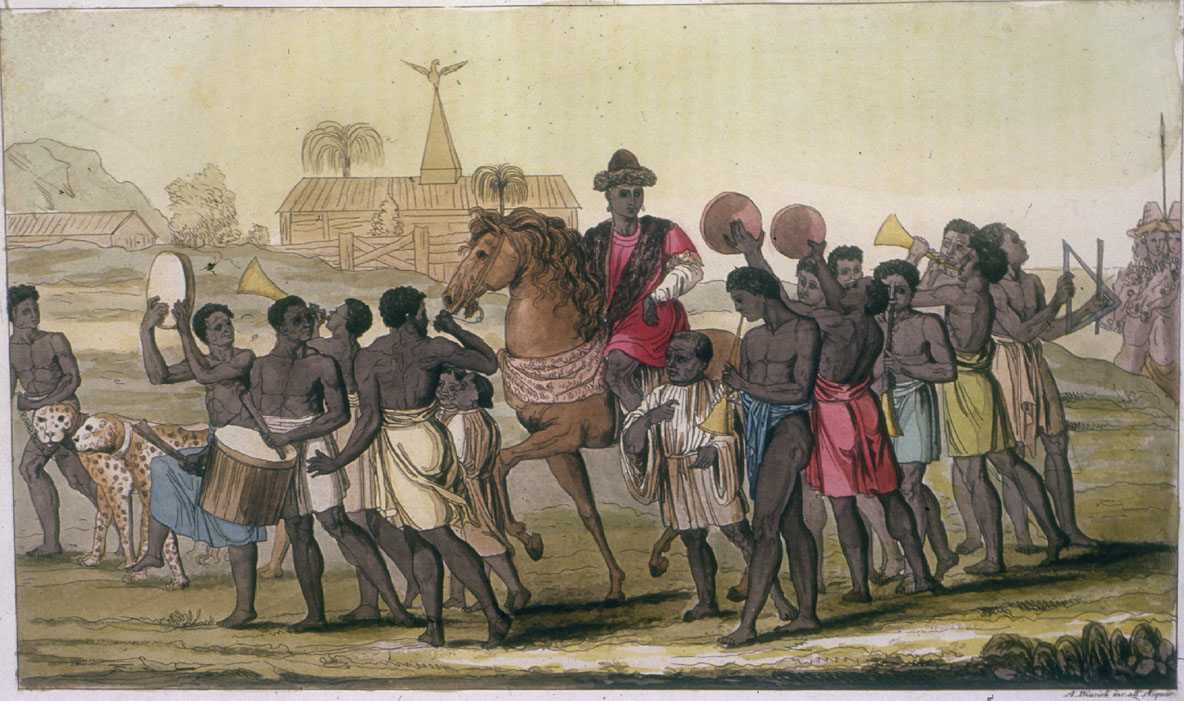
Оба Бенінського царства. Кінець XVII століття.

Оба — титул монарха народу едо і Бенінського царства.
Першим носієм титулу оба був Евека I, правитель Бенінського царства.

## Список оба

### Оба Бенінської держави (1180–1440)
Дати правління цих ранніх правителів досить непевні.
- Евека I (1180–1246)
- Увуахуаген (1246–1250)
- Генміген (1250–1260)
- Еведо (1260–1274)
- Огуола (1274–1287)
- Едоні (1287–1292)
- Удагбедо (1292–1329)
- Оген (1329–1366)
- Еґбека (1366–1397)
- Оробіру (1397–1434)
- Увайфіокун (1434–1440)

### Оба Бенінської імперії (1440–1897)
Дати правління цих ранніх правителів досить непевні.
- Евуаре (1440–1473)
- Езоті (1473–1474)
- Олуа (1475–1482)
- Озолуа (1483–1504)
- Есіґіе (1504–1547)
- Оргоґбуа (1547–1580)
- Егенґбуда (1580–1602)
- Огуан (1602–1656)
- Огензае (1656–1661)
- Акензае (1661–1669)
- Акенґбой (1669–1675)
- Акенкпає (1675–1684)
- Акенґбодо (1684–1689)
- Оре-Окгене (1689–1701)
- Евуакпе (1701–1712)
- Озуере (1712–1713)
- Акензуа I (1713–1740)
- Ересоєн (1740–1750)
- Акенгбуда (1750–1804)
- Обаноса (1804–1816)
- Огбебо (1816)
- Осемвенде (1816–1848)
- Адоло (1848–1888)
- Овонрамвен (1888–1914) (засланий у Калабар британцями в 1897 році)

### Оба Беніну після Овонрамвена (1914-сьогодення)
- Евека II (1914–1933)
- Акензуа II (1933–1978)
- Ередіаува I (1979—сьогодення)